# Деншам, Эрин
Эрин Деншем (англ. Erin Densham; род. 3 мая 1985, Сидней) — австралийская триатлонистка, бронзовый призёр Олимпийских игр, победительница этапов Мировой серии по триатлону. Участница трёх Олимпийских игр.

## Биография

### Ранние годы
В юности Эрин Деншам участвовала в соревнованиях по плаванию и кроссу на национальном уровне. В то время она обучалась в государственной средней школе Джона Тьерри. В 16 лет она решила совместить свои любимые дисциплины, попробовав заняться триатлоном . Она выиграла чемпионат мира 2006 года в Лозанне. На Олимпиаде в Пекине заняла 22-е место.
Имеет степень по физическому воспитанию (сертификат III). В 2009 году она проживала в Сент-Килде (округ Мельбурн).

### Карьера в триатлоне
Эрин Деншам — бронзовый призер летних Олимпийских игр 2012 года в Лондоне. Она финишировала на третьем месте с отставанием всего в 2 секунды от чемпионки Николы Шпириг и серебряного призёра Лизы Норден, которые показали одинаковое время. Она также является первой австралийской триатлонисткой, принявшей участие в трех Олимпийских играх. В 2009 году она испытывала серьезные проблемы с сердцем.
Она также выступала во Франции за команду Poissy Triathlon, где дважды выиграла Гран-при в 2012 и 2013 годах. В 2012 году она выиграла соревнования в Сиднее и Гамбурге.
В 2016 году заняла двенадцатое место на Олимпийских играх в Рио-де-Жанейро.